# Irena Dodalová
Irena Dodalová, née Irena Rosnerová à Prague (Autriche-Hongrie) le 29 novembre 1900 et morte à Buenos Aires (Argentine) en juillet 1989, est une réalisatrice, metteur en scène, scénariste, productrice de cinéma et pédagogue tchécoslovaque.

## Filmographie partielle

### Au cinéma
- 1942 : Theresienstadt 1942